# Jan Janbroers
Johan Matthijs Janbroers, detto Jan (Amsterdam, 19 gennaio 1928 – Lommel, 16 febbraio 2006), è stato un allenatore di pallacanestro olandese.

## Carriera
Ha guidato i Paesi Bassi a tre edizioni dei Campionati europei (1961, 1963, 1977).

## Palmarès
- Campionato olandese: 4

Flamingo's Haarlem: 1970-71, 1971-72, 1973-73
EBBC Den Bosch: 1986-87